# Пушкінський Дім

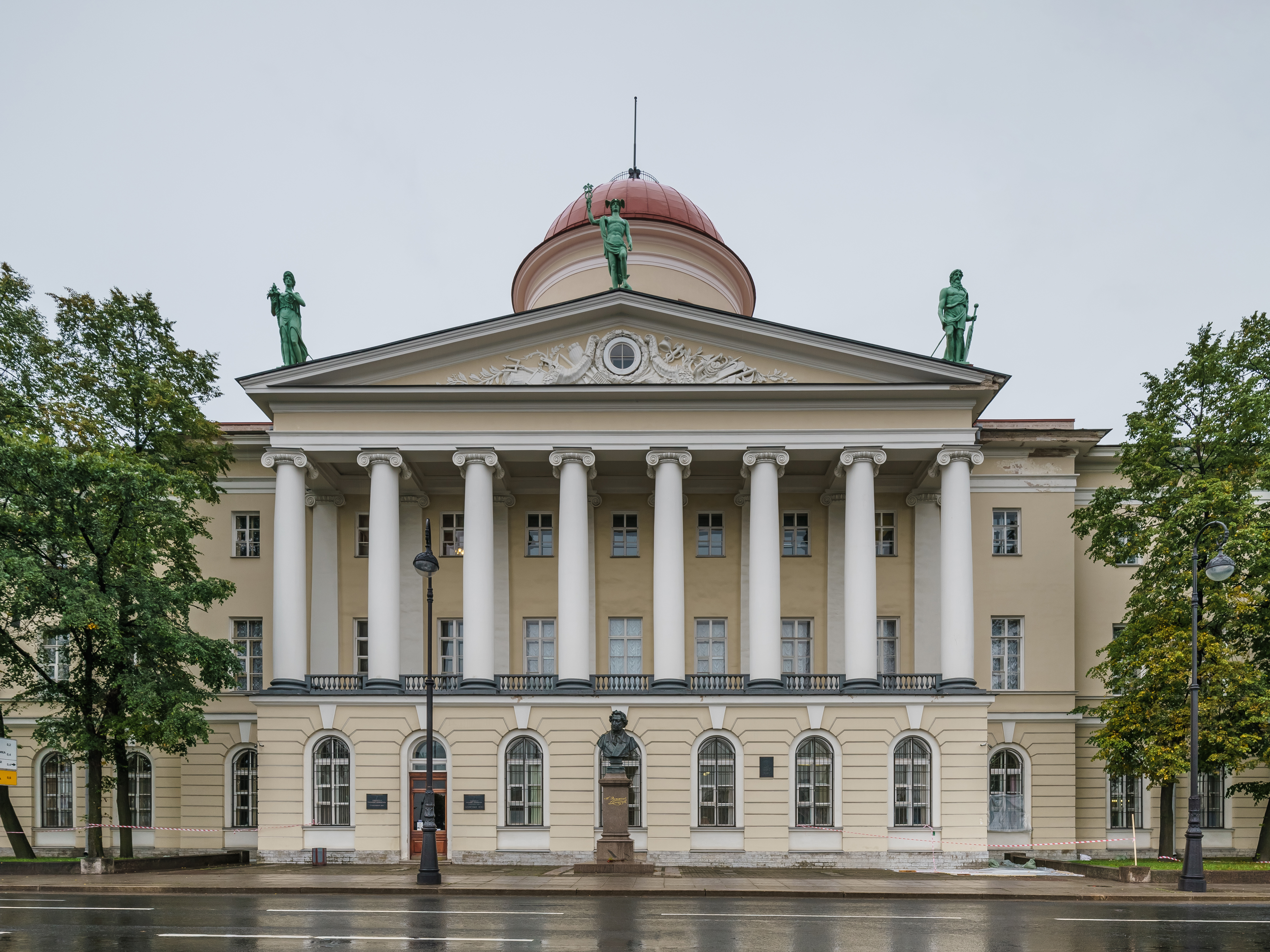
Парадний фасад Інституту російської літератури Російської академії наук.

Пушкінський Дім (рос. Пушкинский Дом, Институт русской литературы) — історична, неповна назва Інституту російської літератури Російської академії наук (рос. ИРЛИ РАН), музейний та науково-дослідницький заклад в місті Санкт-Петербург.
Інститут розташовано у Санкт-Петербурзі (з 1927 року за адресою: набережна Макарова, 4 — колишня будівля Морської митниці; колишні адреси: 1905—1922 рр., Університетська набережна, 5 — головна будівля Академії наук; 1922—1927 рр., Тіфліська вулиця, 1 — будівля архіву Митного департаменту; 1920—1924 рр., Мільйонна вулиця 22 і 24 — виставкові зали і квартири співробітників в палаці князів Абамелек-Лазаревих; 1925-1927, набережна Макарова, 6 — експозиційні зали Музею).

## Історія створення

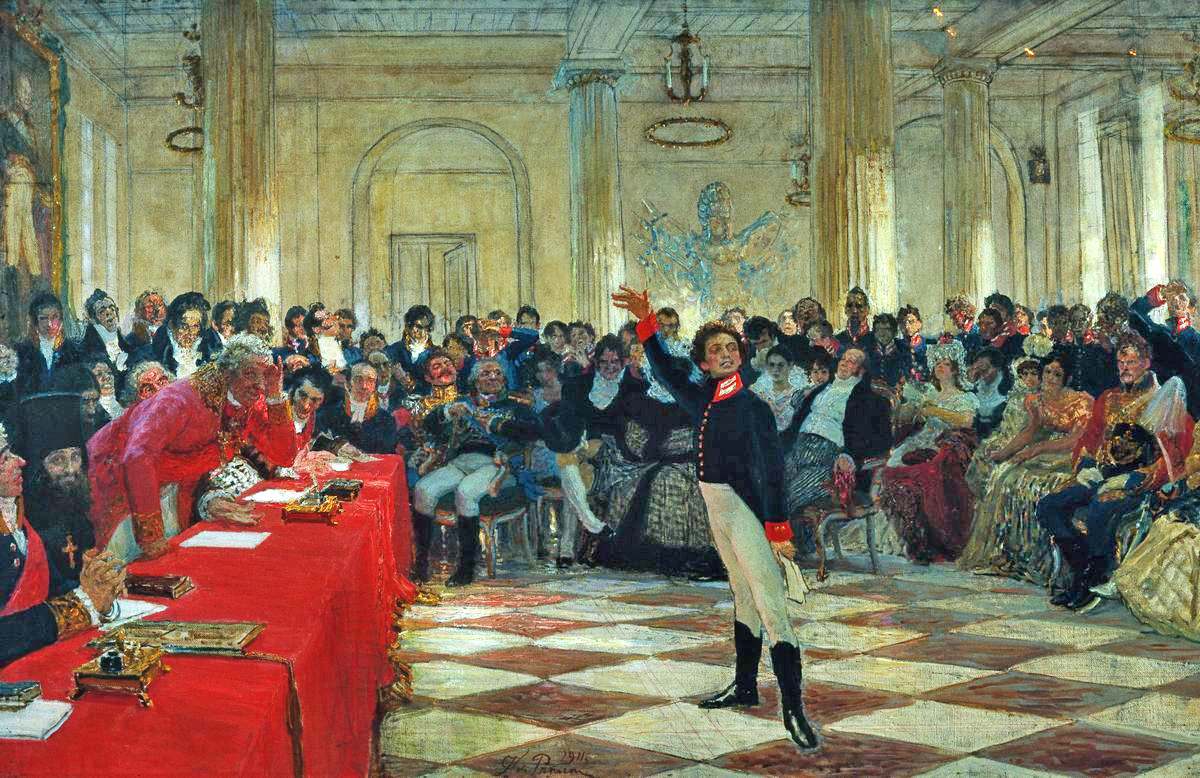
Ліцеїст Пушкін читає власну поему в присутності Державіна (худ. Рєпін І. Ю.)

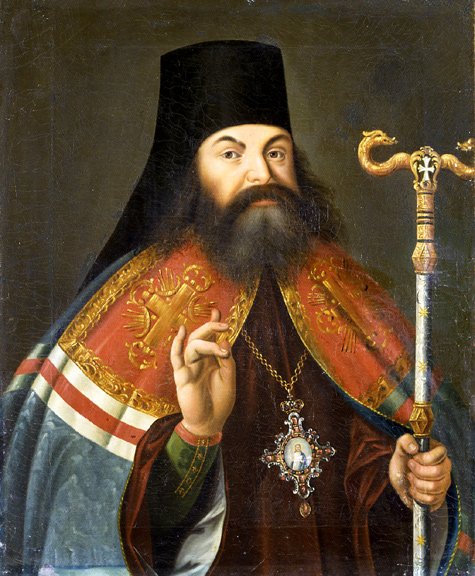
Феофан Прокопович

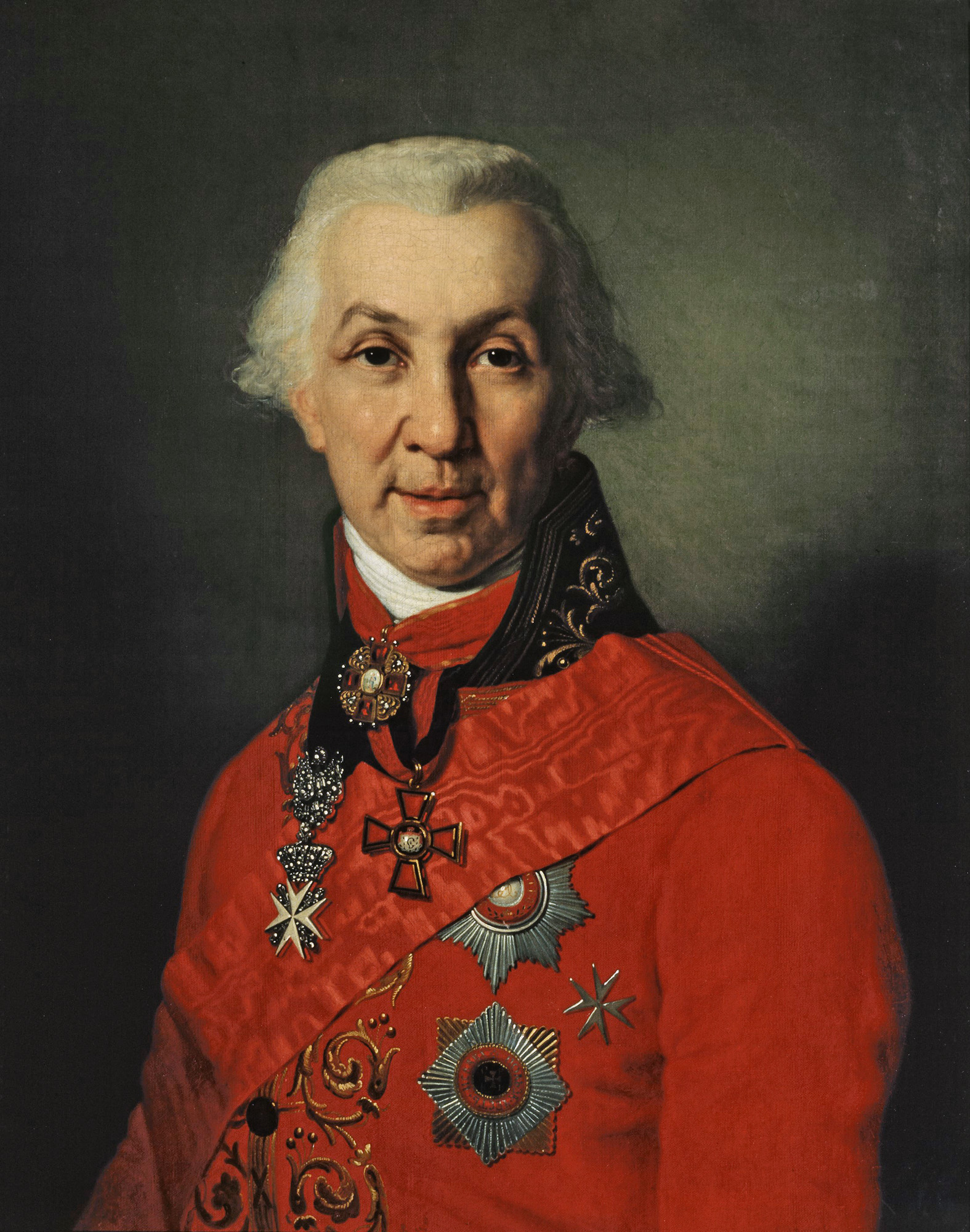
Державін Гаврило Романович (худ. Боровиковський В. Л.)

Література Російської імперії пережила справжній розквіт протягом 19 століття. Цей розквіт був діяльно підготовлений ще митцями та літераторами XVIII століття, серед них:
- Феофан Прокопович (1681—1736), проповідник і власник значної бібліотеки;
- науковець Ломоносов Михайло Васильович (1711—1765);
- архітектор Львов Микола Олександрович, поет-аматор (1753—1803);
- драматург Фонвізін Денис Іванович (1749—1792);
- письменник Радищев Олександр Миколайович (1749—1802);
- поет Державін Гаврило Романович (1743—1816).

Спроби займатися літературою робила безліч російських дворян та вельмож, які вважали літературу — престижним ремеслом, це також підтримував і царський двір.
Символічною стала і зустріч старого поета катерининської доби Державіна з ліцеїстом Пушкіним, що читав свій поетичний опус. Літературну творчість молодих ліцеїстів роками плекали викладачі і в цьому аристократичному навчальному закладі.
З приводу сторіччя з дня народження Пушкіна Олександра Сергійовича в столиці Російської імперії з ініціативи Імператорської академії наук була створена Комісія для приготувань урочистостей до ювілею уславленого російського поета.
Первісною метою ювілейної комісії було створення нового монументу поетові. В ході дискусій ідея монументу переробилася в ідею створення нового музейного закладу в пам'ять про поета. З часом обидві ініціативи були реалізовані. Але спершу реалізували ідею створення музейного закладу.

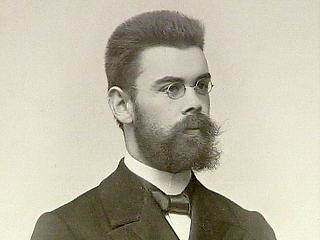
Модзалевський Борис Львович

Офіційний документ — програму створив історик російської літератури, пушкініст Модзалевський Борис Львович (1874—1928). Офіційний документ-проект «рос. Положения о Пушкинском Доме» подали в канцелярію імператора, і цар Микола ІІ затвердив його у 1907 році. Ще в квітні 1906 року царський уряд надав державні кошти на придбання приватної бібліотеки О. С. Пушкіна, яка започаткувала низку придбань книг, рукописів, прижиттєвих видань і архівів російських письменників і поетів.
Серед значних надбань нового закладу — придбання приватної колекції пушкініани бібліофіла Онєгіна Олександра Федоровича — Отто — (1845—1925). Збірка Онєгіна була викуплена на пільгових для колекціонера умовах Імператорською академією наук 15 травня 1909 року, і її залишили в прижиттєвому користуванні бібліофіла, що мешкав тоді в Парижі. По смерті колекціонера у 1928 році його бібліотеку та архів перевезли з Парижу у Пушкінський Дім. Якийсь час збірка матеріалів стосовно Пушкіна та літераторів його оточення була пріоритетною, бо у 1937 році були нові урочистості з нагоди 100-річчя з для загибелі Пушкіна.

## За часів СРСР
Вульгарно-революційні гасла і агресивні дії перших років після більшовицького перевороту («рос. Сбросим Пушкина с корабля современности!») були цілком відкинуті сталінським урядом, за часів якого пройшла канонізація як Пушкіна, так і представників демократичної гілки російської літератури XIX століття (Бєлінський Віссаріон Григорович, Чернишевський Микола Гаврилович, Гаршин Всеволод Михайлович, Чехов Антон Павлович).
Сталінський уряд почав конструювати «парадний фасад» радянської літератури, де почесні місця «живих класиків» посіли:
- Максим Горький;
- Еренбург Ілля Григорович;
- Маяковський Володимир Володимирович;
- Шолохов Михайло Олександрович;
- Фадєєв Олександр Олександрович.

Різкі зміни політичної кон'юнктури то підносили нові постаті в літературі, то викидали їх геть у безвість (радянські заборони на твори Єсеніна Сергія Олександровича, Кольцова Михайла Юхимовича, Анни Ахматової, Пастернака Бориса Леонідовича). Тихий музейний і дослідницький центр теж здригався від політичних буревіїв, але невпинно продовжував свою працю. Частка літераторських рукописів і архівів надходила не тільки їм, а в Державний Літературний музей Москви.

## Експедиції

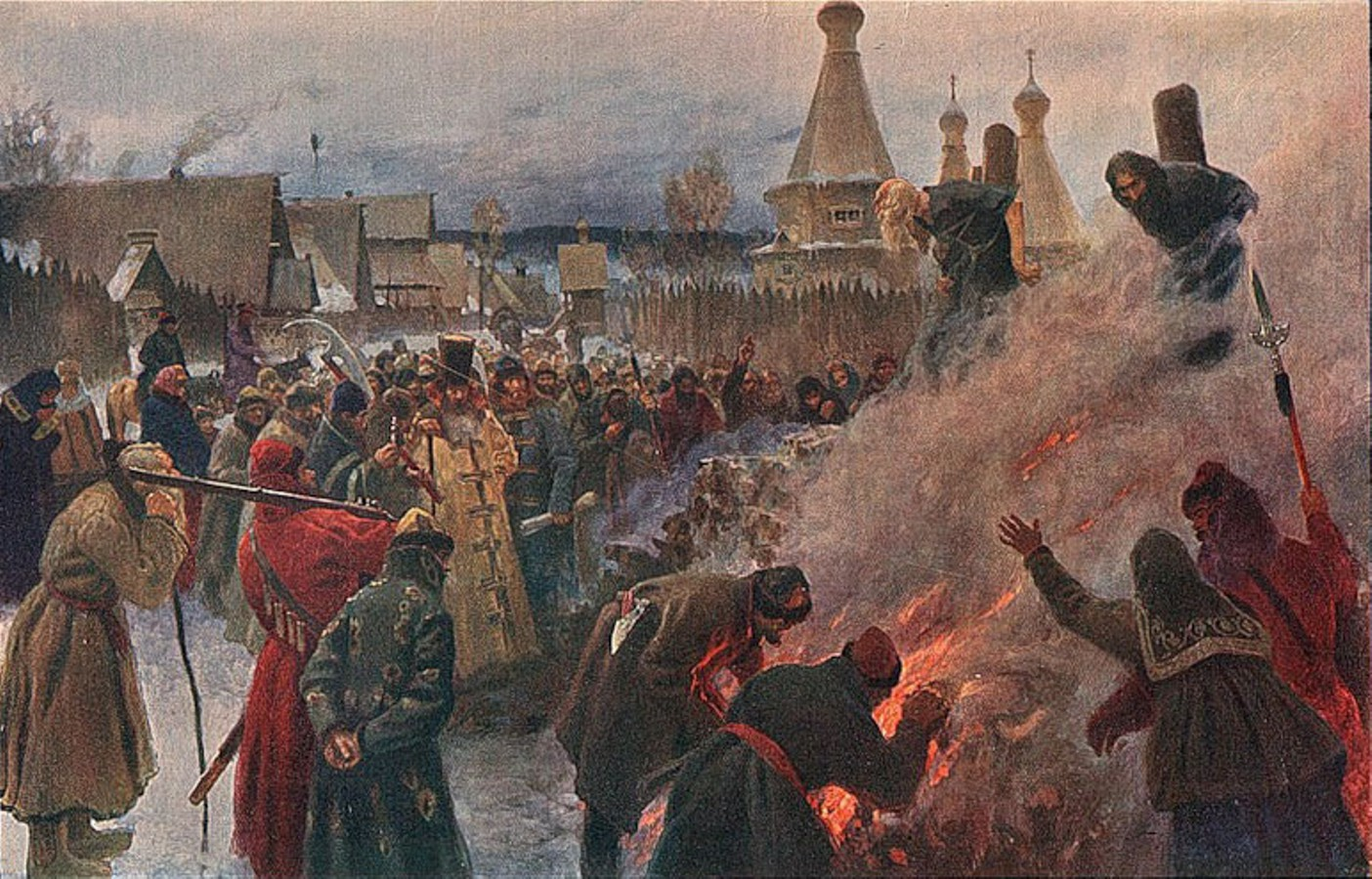
Спалення протопопа Аввакума (худ. Мясоєдов П. Є., 1897 рік)

Керівництво і співпрацівників закладу завжди відрізняли широта поглядів і величезна культура, що послідовно падала і знищувалась в СРСР. Покажчиком цього можуть бути важкі долі двох працівників інституту, що дозволяли собі і власні думки, і висновки, і настанови, далекі від генеральної лінії сталінського уряду чи комуністичної партії.
- Котляревський Нестор Олександрович(1863—1925) — історик, викладач на Вищих жіночих (Берестовських) курсах, перший директор Пушкінського Дому (з 1910 року, Інститут Російської літератури в Петербурзі). Був висланий у 1922 році за кордони СРСР на так званому Філософському кораблі.
- Ліхачов Дмитро Сергійович (1906—1999) — літературознавець, письменник, академік, що пройшов концтабір на Соловках та блокаду Ленінграда.

Вони розуміли, що література має не тільки періоди високого піднесення, а й початок, розвиток, періоди накопичення чи стагнації. Тому заклад розширив часові межі зібрання від давньоруської літератури до сьогодення. Аби врятувати від знищення в трагічні роки розкуркулення, колективізації, безбожної п'ятирічки і воєн стародавні зразки рукописних і друкованих творів, розпочали експедиції. Їх наслідком стали нові поповнення відділів літератури XVII, XVIII та  XIX століть. Заклад почав збирати окрім рукописів і архівів — гравюри, власні  малюнки письменників чи маловідомих художників з їх оточення, меморіальні речі літераторів, а при нагоді і їх меблі, письмові столи чи навіть цілі кабінети письменників.
Саме працівникам Пушкінського Дому пощастило віднайти рукопис релігійного письменника і полум'яного проповідника XVII століття — протопопа Аввакума, що не був ні попередником більшовиків, ні прихильником офіційної православної церкви.

## Фонди
Фонди тісно пов'язані з особами російських письменників. Архівні матеріали і рукописи зберігають в особливих сейфах та шафах. Дослідники користуються світлина)ми, факсиміле, репринтними виданнями, фільмокопіями — як виняток — оригіналами рукописів. У фондах матеріали, пов'язані з відомими та пересічними літераторами як Московії, Російської імперії, так і доби СРСР (Анна Ахматова, Мандельштам Осип Емільович, Лозинський Михайло Леонідович, Форш Ольга Дмитровна, Зощенко Михайло Михайлович, Берггольц Ольга Федорівна, Герман Юрій Павлович тощо).

## Музейна частина
Музейна частина Пушкінського Дому невелика і розрахована на відвідини школярів, туристів і прихильників літератури. Тут є окремі монографічні зали, присвячені класикам російської літератури, переважно 19 століття (Пушкін, Лермонтов Михайло Юрійович, Тургенєв Іван Сергійович тощо). В експозиціях — меморіальні речі літераторів та їх родин, оригінали картин Лермонтова, малюнки, прижиттєві видання, меблі з приватних кабінетів декількох письменників. Художня частина експозицій невелика.

## Будівля
Первісні (невеликі) колекції закладу розмістили в будівлі Академії наук на Університетський набережній (архітектор — Джакомо Кваренгі).
Сучасне приміщення Пушкінського Дому — історична пам'ятка Санкт-Петербургу доби класицизму, колишня Петербурзька портова митниця, побудована у 1829—1832 роках за життя Пушкіна (архітектор — І. Лукіні). В окреме приміщення заклад переведено у 1927 році.

## Адреса
Санкт-Петербург, набережна Макарова, будинок № 2, станція метро «Василеострівська» (рос. Василеостровская).